# Two Hearts
Two Hearts – piosenka nagrana przez Phila Collinsa. Utwór napisany w 1988 na potrzeby komedii Buster przez Collinsa (tekst) i Lamonta Doziera (muzyka). Piosenka pojawiła się na ścieżce dźwiękowej Buster i na albumie kompilacyjnym Collinsa ...Hits.
Utwór przez dwa tygodnie znajdował się na pierwszym miejscu listy Billboard Hot 100, wspiął się też na 6. miejsce brytyjskiej listy przebojów.